# 龙坪镇 (保康县)
龙坪镇，是中华人民共和国湖北省襄阳市保康县下辖的一个乡镇级行政单位。

## 行政区划
龙坪镇下辖以下地区：
冯家岭村、温坪村、朱砂村、申坪村、龙坪村、莲花村、川山村、仁和村、大阳坡村和十字冲村。